# Seocheon
Seocheon (Seocheon-gun, âm Hán Việt: Thư Xuyên quận) là một huyện ở tỉnh Chungcheong Nam, Hàn Quốc. Huyện này có diện tích 363,4 km², dân số năm 2003 là 67.651 người.

## Đơn vị kết nghĩa
- Seocho-gu, Hàn Quốc
- Seongdong-gu, Hàn Quốc